# Tonernas värld
Tonernas värld (originaltitel: Eroica) är en österrikisk biografisk film om kompositören Ludwig van Beethoven från 1949 i regi av Walter Kolm-Veltée. I huvudrollerna ses Ewald Balser, Marianne Schönauer, Judith Holzmeister och Oskar Werner. Filmen hade svensk premiär den 29 oktober 1951. 	

## Rollista i urval
- Ewald Balser – Ludwig van Beethoven
- Marianne Schönauer – Therese von Brunswick
- Judith Holzmeister – Giulietta Guicciardi
- Oskar Werner – Karl, Beethovens brorson
- Dagny Servaes – Johanna van Beethoven, Karls mor
- Iván Petrovich – prins Lichnowsky
- Ludmilla Hell – prinsessan Lichnovsky
- Auguste Pünkösdy – hushållerska
- Hans Kraßnitzer – Amenda
- Alfred Neugebauer – Albrechtsberger, organist
- Richard Eybner – Schuppanzigh
- Karl Günther – doktor
- Gustav Waldau – pastor
- Erik Frey – fransk officer
- Franz Pfaudler – teaterregissör
- Julius Brandt – målare